# NGC 7303
NGC 7303 (również PGC 69061 lub UGC 12065) – galaktyka spiralna (Sbc), znajdująca się w gwiazdozbiorze Pegaza. Odkrył ją John Herschel 15 września 1828 roku.